# Chiesa di San Francesco d'Assisi (Cosenza)
La chiesa di San Francesco d'Assisi è un edificio religioso del 1217 situato in piazza Marco Berardi a 273 metri sul livello del mare nel centro storico di Cosenza, in Calabria. Rappresenta con l'annesso monastero di San Francesco d'Assisi, il monumento religioso più importante della città dopo il Duomo e uno dei più antichi del capoluogo.

## Storia e descrizione
A Cosenza, nel quartiere della  Giostra Vecchia in piazza Marco Berardi, a 273 metri sul livello del mare, si trovano la chiesa e il monastero di San Francesco d'Assisi.
Al suo interno si annoverano opere che attraversano un arco temporale molto vasto; risale all'inizio del Quattrocento la tela raffigurante  San Francesco di Paola nella sagrestia mentre altri elementi artistici sono collocabili tra il Seicento e il Settecento.
La pianta della chiesa è a croce latina, con tre navate. Al centro del presbiterio si erge l'imponente altare ligneo alto costruito nel 1700. Sopra di esso è un dipinto di Daniele Russo che rappresenta il Perdono d'Assisi (1618). La navata sinistra ospita un crocifisso ligneo del XVII secolo, l'altare della Madonna della Febbre con la statua della Madonna con Bambino, in marmo, risalente al XVI secolo, derivata da quella in San Domenico. Nella navata destra si apre la cappella di Santa Caterina, settecentesca, in cui si riuniva l'omonima confraternita.
La sagrestia ha un soffitto in legno dipinto, un armadio in legno che rappresenta episodi della Passione di Cristo e immagini di santi e frati francescani. L'arco in pietra è caratterizzato dal dipinto di San Francesco di Paola, mentre sulle pareti sono presenti alcuni affreschi risalenti all'inizio del XV secolo.
Il convento attiguo alla chiesa è sede del laboratorio di conservazione per i beni ambientali, artistici e storici della Calabria e ospita anche nel chiostro una raccolta di opere d'arte, affreschi e sculture. 

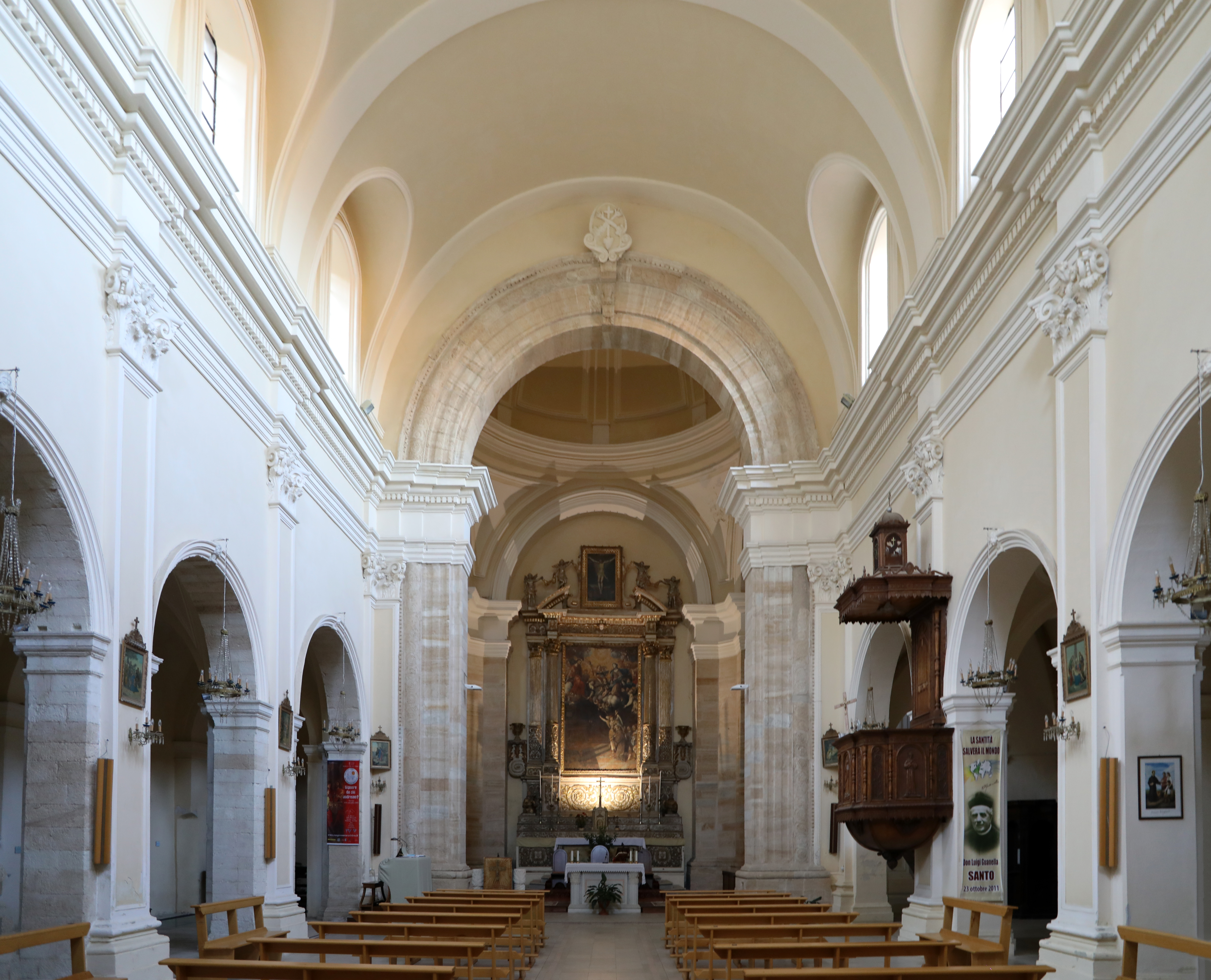
Interno
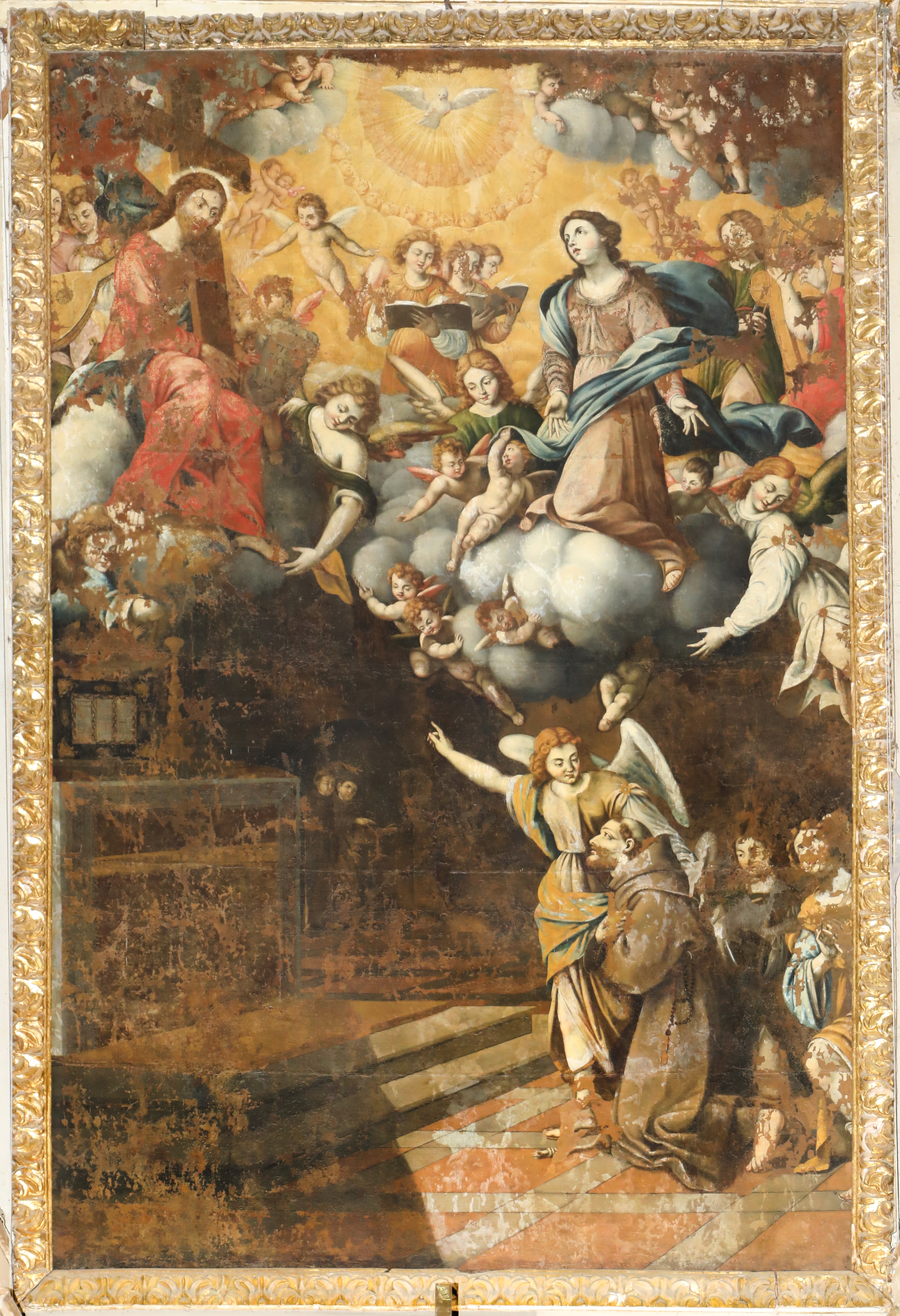
Daniele Russo, Il perdono di Assisi, 1618
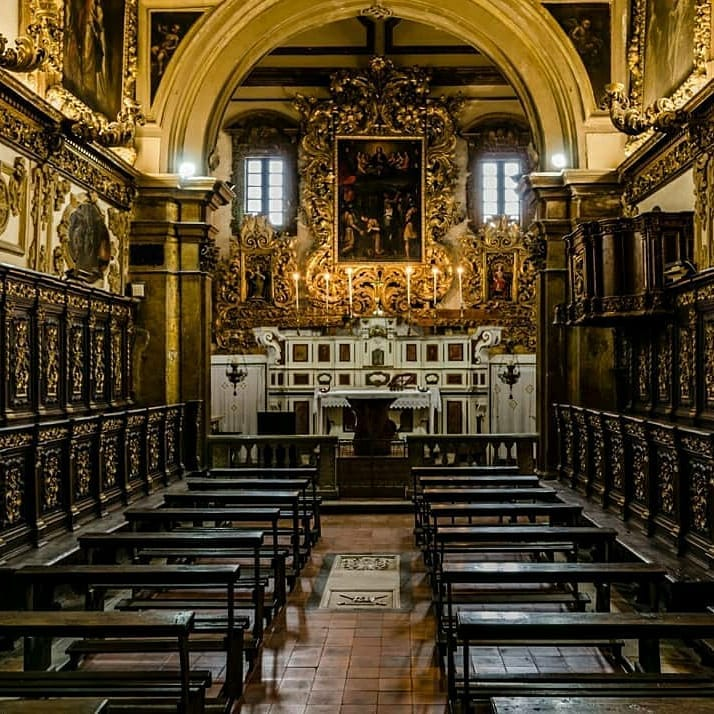
Cappella di Santa Caterina all'interno della chiesa
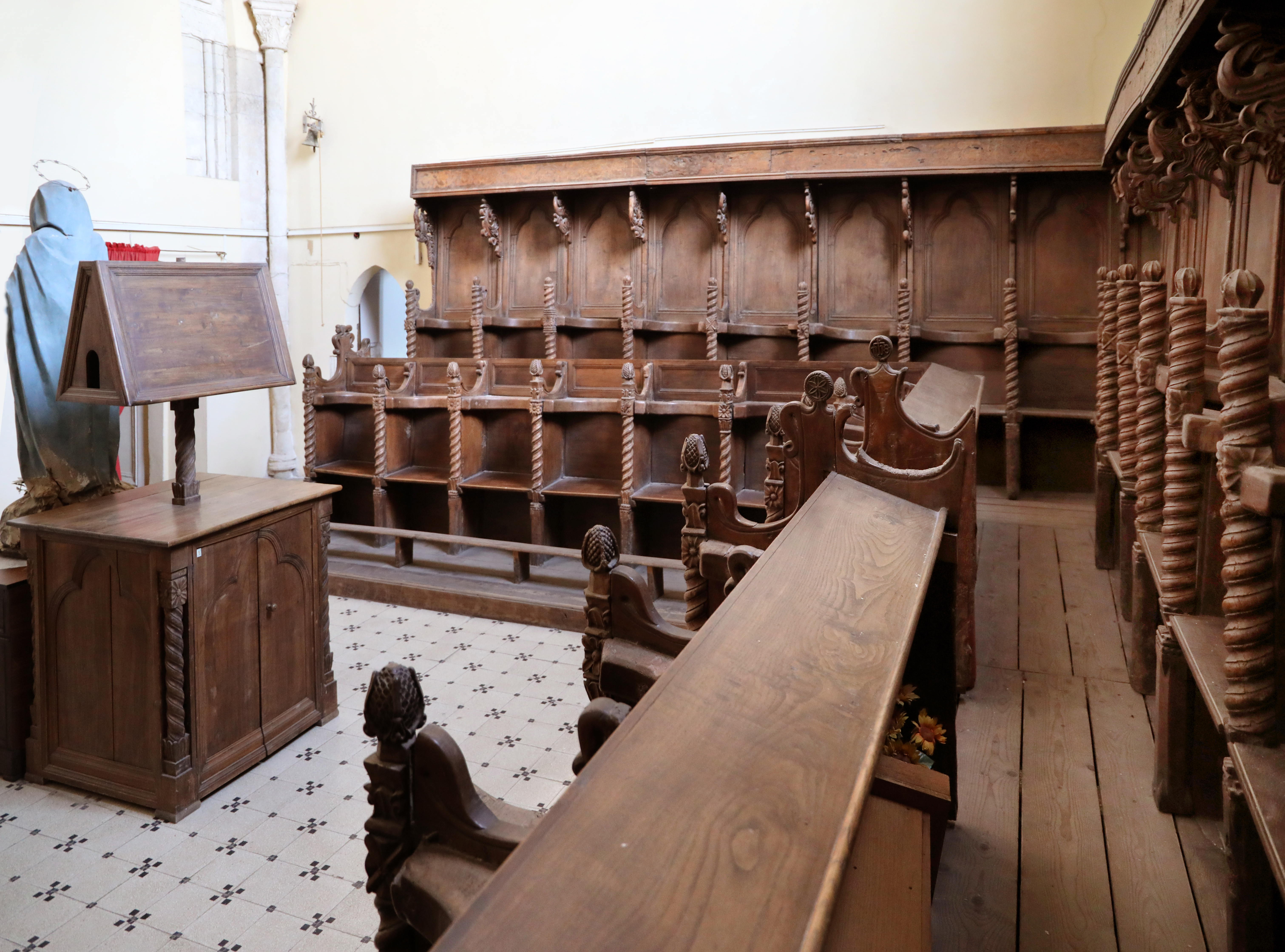
Coro ligneo del 1505